# Mastholter See
Der Mastholter See, nach seinem Eigentümer auch als Benteler See bezeichnet, ist ein durch Sandabbau entstandener See östlich der zur Stadt Rietberg gehörenden Ortschaft Mastholte.

## Lage
Der Mastholter See befindet sich innerhalb der Emssandebene im Süden des Kreises Gütersloh und stellt mit einer Fläche von rund 26,6 Hektar die größte Wasserfläche des Kreisgebietes dar. Die gesamte Seefläche befindet sich innerhalb des Rietberger Stadtgebietes, jedoch grenzt das östliche Ufer direkt an den Ortsteil Westenholz der Stadt Delbrück an. Zwar liegt das Gewässer im Einzugsgebiet der Glenne, eine direkte Anbindung an ein Fließgewässer existiert jedoch nicht.

## Entstehung
Beim Mastholter See handelt es sich nicht um ein natürliches Gewässer, sondern um eine zur wirtschaftlichen Gewinnung von Sand entstandene künstliche Wasserfläche. Nachdem bereits zu Beginn des 20. Jahrhunderts auf der heutigen Seefläche sporadischer Sandabbau betrieben wurde, begann man Anfang der 1970er Jahre mit der kommerziellen Nutzung des Areals. Als sich Anfang der 1980er Jahre eine Erschöpfung des Sandvorkommens abzeichnete, wurden weitere Probebohrungen durchgeführt mit dem Ergebnis, dass die bestehende Sandschicht ab einer Tiefe von sieben Metern zunehmend von Mergel durchsetzt und auch unterhalb dieser Schicht kein weiterer nutzbarer Sand vorhanden war.
Das Vorhaben, die Seefläche daher in westliche Richtung auszuweiten und sich somit dem Mastholter Siedlungsbereich anzunähern, scheiterte am Widerstand von Politik und Bevölkerung, so dass die Sandgewinnung zwischen den Jahren 1992 und 1998 vorerst zum Erliegen kam.
Nachdem ab 1998 auch die tieferen Schichten mittels Spezialgerät abgesaugt werden konnten, wurde der Sandabbau im Jahr 2001 endgültig eingestellt.

## Heutige Nutzung
Seit der Einstellung der gewerblichen Nutzung dient der Mastholter See heute vorrangig als Naherholungsgebiet und kann über einen 2,7 km langen Rundweg umwandert werden. Der See wird jedoch auch von Wassersportlern als Windsurf- und Segelrevier sowie zum Wasserski genutzt. Darüber hinaus dient das Gewässer seit dem Jahr 1986 auch als ganzjährig befischbares Angelgewässer. Neben den Hauptfischarten Karpfen und Barsch finden sich im Mastholter See auch Hechte, Zander, Aale, Schleien, Brassen, Rotaugen sowie Regenbogenforellen.